# Radioactive (canción de Gene Simmons)
«Radioactive» es una canción de Gene Simmons, bajista de Kiss, perteneciente a su álbum solista de 1978. Alcanzó la posición #47 en la lista Billboard Hot 100 entre abril y mayo de 1979. "Radioactive" cuenta con los artistas invitados Bob Seger y Joe Perry (guitarrista de Aerosmith).

## Personal
- Gene Simmons – voz
- Steve Lacy – guitarra
- Joe Perry – guitarra
- Bob Seger – coros
- Janis Ian – coros
- Neil Jason – bajo
- Eric Troyer – piano